# Nederlandse Vereniging van Rentmeesters
De Nederlandse Vereniging van Rentmeesters (NVR), is een beroepsorganisatie voor rentmeesters die is opgericht in 1904. In 2004 werd het predicaat Koninklijk verleend.
De leden van de NVR zijn particuliere dan wel zelfstandige rentmeesters, rentmeesters in dienst van rentmeesterskantoren, rentmeesters in dienst van institutionele beleggers,  natuurbeschermingsorganisaties en stichtingen en rentmeesters werkzaam bij overheden. 
De bij de NVR aangesloten rentmeesters zijn gebonden aan een systeem van permanente educatie en vallen onder het tuchtrecht van de Rentmeesterskamer.
Het werkgebied van de leden van de NVR speelt zich in hoofdzaak af binnen de vastgoedsector in zowel het landelijk als stedelijk gebied. Het landelijk gebied (Groen), het stedelijk gebied (Rood) en het water (Blauw) zijn van groot maatschappelijk belang. Met name het afhandelen van de claims en aanspraken op deze gronden leidt tot complexe processen bij bestemmingswijziging, herinrichting en herontwikkeling van gronden, bedrijfsverplaatsingen, schadevergoeding en dergelijke waarbij een rentmeester als deskundige wordt betrokken. 